# NGC 6170
NGC 6170 = NGC 6176 ist eine 13,8 mag helle elliptische Galaxie vom Hubble-Typ E-S0 im Sternbild Drache am Nordsternhimmel. Sie ist schätzungsweise 419 Millionen Lichtjahre von der Milchstraße entfernt und hat einen Durchmesser von etwa 85.000 Lj. 
Das Objekt wurde am 9. Juli 1886 von Lewis A. Swift entdeckt. Ein Fehler in Swifts Positionsangabe der ersten Beobachtung wurde trotz identischer Beschreibung „many pB sts south“ von Dreyer nicht erkannt. So führte die zweite Beobachtung am 1. Oktober desselben Jahres auch zum zweiten Eintrag im Katalog.